# Traité d'Hampton Court

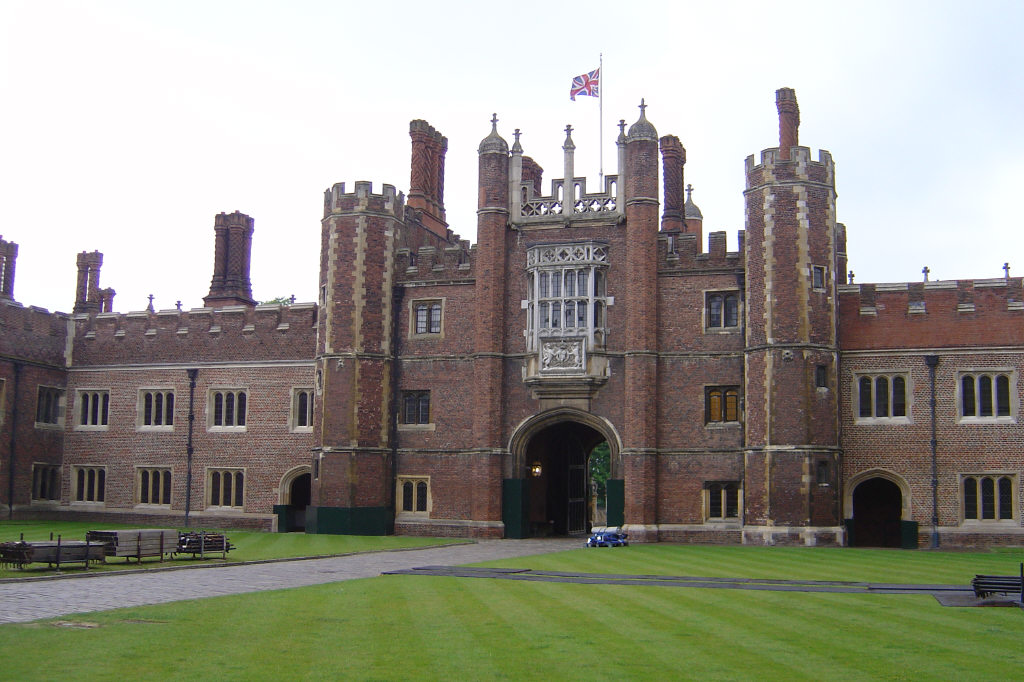
Le Château de Hampton Court.

Le traité d’Hampton Court est un traité signé le 20 septembre 1562 entre les protestants français et la reine Élisabeth Ire d'Angleterre.
Le 1er mars de la même année, le massacre de Huguenots à  Wassy par le duc de Guise avait déclenché les guerres de religion (1562-1598). En Normandie, les protestants étaient entrés de force dans l’hôtel de ville de Rouen et en avaient chassé le bailli. Le 10 mai, les parlementaires catholiques avaient quitté Rouen et, à la fin du mois, la ville se voyant assiégée par les troupes catholiques, les chefs huguenots Gaspard de Coligny et le prince de Condé furent confrontés à la nécessité de protéger Rouen sans pouvoir quitter Orléans où ils étaient bloqués par la nécessité de défendre cette ville. 
Briquemault (1502-1572), puis Jean II de Ferrières, seigneur de Maligny et vidame de Chartres (1520-1586) et R. de la Haye furent chargés de négocier avec Cecil, ministre de la reine Élisabeth, l’aide de l’Angleterre protestante. Selon les termes du traité conclu à Hampton Court, les Anglais enverraient des troupes soutenir les protestants en Normandie qui leur livreraient, en échange, Le Havre :

« la reine d’Angleterre ferait transporter en France 6 000 hommes, dont 3 000 seraient mis dans Le Havre, pour le garder, au nom du roi de France, et pour en faire un asile assuré, où les fidèles sujets du roi très chrétien, bannis et chassés de leur pays pour cause religion, pouvaient se retirer ; que les trois autres mille seraient employés pour la garde et la défense de Rouen et de Dieppe, sous les ordres des gouverneurs, des magistrats et autres ministres du roi, sans aucunement attenter ou déroger à leur puissance et autorité, et cela, tant que les dites troupes anglaises seraient en France ; que la reine d’Angleterre prêterait au prince de Condé 140 000 écus d’or, pour les frais de la guerre ; que le prince, de son côté céderait à la reine Le Havre, afin que les Anglais pussent librement y débarquer et s’y retirer, et que ces troupes seraient reçues somme troupes amies à Rouen et à Dieppe. »

Le jour même où fut signé le traité d’Hampton Court, la reine d’Angleterre fit publier une déclaration justifiant ce traité par la nécessité de 

« délivrer une province voisine de l’Angleterre de l’oppression qu’elle souffrait, sous un roi mineur incapable de gouverner par lui-même, et sous la régence d’une princesse, mère du roi, que la faction des Guises tenait en captivité ; pour faire en faveur de la France ce qu’elle avait depuis peu fait en faveur de l’Écosse ; pour conserver et maintenir les français et leur roi dans toutes leurs libertés et prérogatives ; pour donner au roi de France les marques de son amitié et accorder du secours à ses fidèles sujets qui souffraient persécution pour la sainte doctrine qu’ils avaient embrassée. »

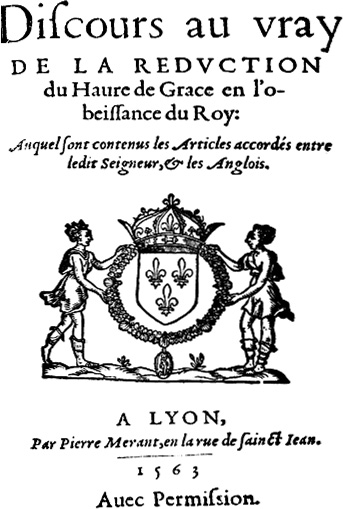
Discours au vray de la reduction du Havre de Grace en l’obeissance du Roy

Aux mains des Anglais, Le Havre deviendra alors un redoutable foyer de guerre de course où s’illustreront nombre de corsaires huguenots pourchassant les vaisseaux catholiques, dont Sores, Bontemps, et surtout Leclerc, dit « Pié de Palo » (jambe de bois), qui rendront dangereuse la navigation dans la Manche. Les 3 000 hommes débarqués à la mi-octobre à Dieppe, d’où ils comptaient rallier Rouen, y furent cependant bientôt assiégés avant d’être autorisés à repasser la Manche. 
L’Angleterre, qui avait fait insérer dans le traité d’Hampton Court la clause « sans que ce présent traité puisse préjudicier au droit de la reine d’Angleterre sur Calais », tenta de profiter de sa présence au Havre pour récupérer Calais sur laquelle elle avait des prétentions en refusant de quitter Le Havre tant que Calais ne lui aurait pas été restitué en application du traité de Cateau-Cambrésis de 1559.
Les documents anglais montrent que l’objectif poursuivi tout du long par l’Angleterre avait été de tirer parti des guerres de religion en France pour tenter de s’approprier Calais, Dieppe ou Le Havre. Ils montrent également que les négociateurs huguenots de ce traité controversé eurent conscience d’avoir outrepassé leurs instructions. De même, même si la reine Élisabeth paraît peu s’en soucier, il était clair que les Huguenots n’avaient pas compétence pour conclure un tel traité touchant à l’intégrité territoriale française. Si le clergé, se piquant d’une sorte de cosmopolitisme chrétien, défendit ce traité qu’il avait approuvé et dont il avait exigé la ratification, l’indignation fut générale parmi les huguenots et certains parmi les Normands, préférèrent se retirer de la lutte en protestation contre un traité livrant l’embouchure de la Seine aux Anglais alors qu’ils venaient à peine de quitter Calais.
En mai 1563, Catherine de Médicis déclara le traité d’Hampton Court invalide et demanda résolument le retour immédiat du Havre à la France. Le refus d’Élisabeth sans le retour de Calais en compensation, amena des préparations militaires incluant la mise d’une armée composée de Huguenots et de Catholiques en position d’attaque de la garnison anglaise décimée par la maladie à raison d’environ soixante hommes par jour. Finalement, à l’été 1563, les troupes françaises assiègent le Havre et, le 27 juillet, le connétable de Montmorency – accompagné de son neveu Coligny et de Condé – obtint la reddition d’Ambrose Dudley, 3e comte de Warwick, pour le compte du roi Charles IX.
Bien que Coligny – ainsi que Condé – l’ait dénoncé, le traité d’Hampton Court causa la perte de confiance et l’éloignement de Catherine de Médicis qui avait, jusqu'alors, cherché des arrangements avec l’amiral. Le traité d’Hampton Court eut également des répercussions en Angleterre. Le désastre, exacerbé par la maladie que ramenèrent les troupes anglaises à Londres où elle fit 21 000 morts, par lequel se traduisit l’expédition anglaise en Normandie détermina sa réticence à s’engager dans des conflits étrangers.

## Texte en ligne
- Discours au vray de la reduction du Havre de Grace en l'obeissance du Roy, Lyon, Pierre Merant, 1563, in-8°